# Lista siturilor arheologice din județul Galați - M
Lista siturilor arheologice din județul Galați - M conține toate siturile arheologice din județul Galați înscrise în Repertoriul Arheologic Național (RAN) și aflate în localități al căror nume începe cu litera M. RAN este administrat de Ministerul Culturii și Patrimoniului Național și cuprinde date științifice, cartografice, topografice, imagini și planuri, precum și orice alte informații privitoare la zonele cu potențial arheologic, studiate sau nu, încă existente sau dispărute.
Puteți căuta un sit din localitățile care încep cu litera M folosind formularul de mai jos sau puteți naviga prin toate siturile din județ la Lista siturilor arheologice din județul Galați.
| Cod RAN                                  | Denumire | Localitate                 | Adresă | Datare       | Descoperit | Coordonate | Imagine           | Erori            |
| ---------------------------------------- | --- | -------------------------- | ------ | ------------ | ---------- | ---------- | ----------------- | ---------------- |
| 76022.01.01 (Cod LMI: GL-I-m-A-02975.09) | Valul din epoca migrațiilor de la Măcișeni / ansamblu Valul lui Atanaric (Categorie: fortificație) (Tip: Val) | sat Măcișeni, comuna Corni |        | sec. II - IV |            |            | Încărcați imagine | Raportați eroare |
| 76709.01.01                              | Valul din epoca migrațiilor de la Matca / ansamblu Valul lui Atanaric (Categorie: fortificație) (Tip: Val)    | sat Matca, comuna Matca    |        | sec. II - IV |            |            | Încărcați imagine | Raportați eroare |